# Jaroslaw Jazkiw

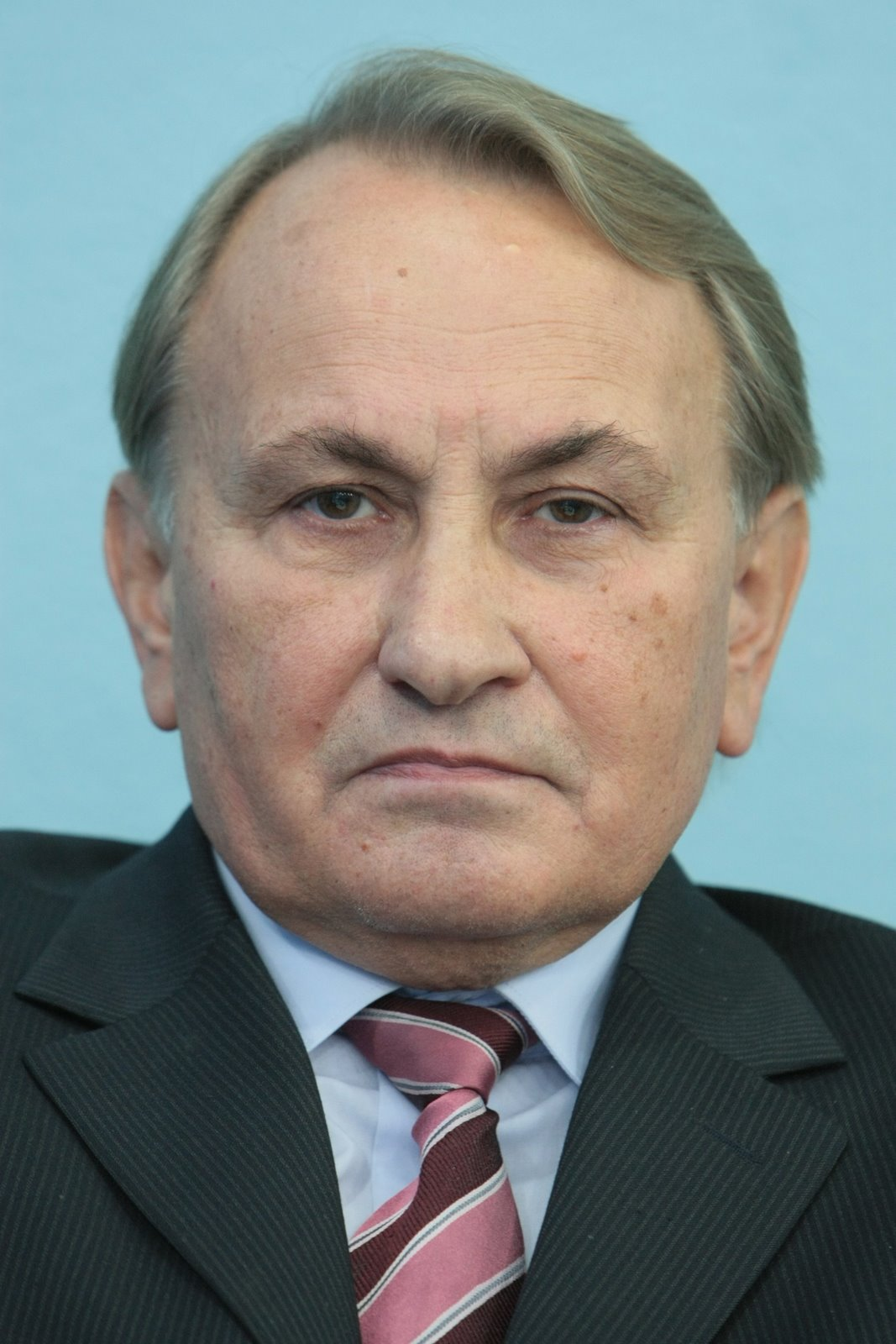
Jaroslaw Jazkiw 2008

Jaroslaw Stepanowytsch Jazkiw (ukrainisch Ярослав Степанович Яцків, russisch Ярослав Степанович Яцкив Jaroslaw Stepanowitsch Jazkiw; * 25. Oktober 1940 in Danyltsche, Ukrainische SSR) ist ein ukrainischer Astronom und Geodynamiker.

## Leben
Jaroslaw Jazkiw kam im Dorf Danyltsche (Данильче) im Norden der Oblast Iwano-Frankiwsk zur Welt.
Er absolvierte 1960 ein Studium am Polytechnischen Institut in Lwiw. Von 1960 bis 1962 arbeitete er als Astronom am Gravimetrischen Observatorium des Instituts für Geophysik Si. I. Subbotin der NAS der Ukraine in Poltawa. Seit 1965 arbeitet am Hauptastronomischen Observatorium der Nationalen Akademie der Wissenschaften der Ukraine. Am 18. Juni 1976 wurde er Doktor der Physikalischen und Mathematischen Wissenschaften mit dem Spezialgebiet Astrometrie und Himmelsmechanik und im selben Jahr wurde er Direktor des Astronomischen Hauptobservatoriums der Akademie.
Am 26. Dezember 1979 wurde er Korrespondierendes Mitglied der Akademie der Wissenschaften der USSR, am 28. März 1985 wurde er Vollmitglied und seit 1998 ist er Mitglied des Präsidiums der Nationalen Akademie der Wissenschaften der Ukraine.
Während der Regierung Kinach in den Jahren 2000/01 war er 1. Stellvertretender Minister für Bildung und Wissenschaft der Ukraine.
Darüber hinaus war er Vizepräsident der Internationalen Astronomischen Union sowie Präsident der 19. Kommission der Internationalen Astronomischen Union (Erdrotation) und gehörte zur International Halley Watch Steering Group.

## Werk
Die wissenschaftliche Forschungstätigkeit von Jazkiw befasst sich unter anderem mit Fragestellungen der fundamentalen Astrometrie. Zur Analyse astronomischer Beobachtungen entwickelte er mathematische Methoden. Auf dem Gebiet der Erdrotation führte Jaroslaw Jazkiw eine umfangreiche Studienreihe zur Untersuchung der sogenannten freien und erzwungenen Bewegungen der Erdpole durch und identifizierte erstmals eine neue Art der freien Tagesnutation der Erde.

## Ehrungen und Auszeichnungen
- 2016: Orden des Fürsten Jaroslaw des Weisen 5. Klasse
- 2014: Auszeichnung der NAS der Ukraine "Für die Vorbereitung des wissenschaftlichen Wandels"
- 2012: Verdienstorden der Ukraine 1. Klasse
- 2003: Descartes-Preis der Europäischen Kommission[1][4]
- 2003: Staatspreis der Ukraine für Wissenschaft und Technologie
- 2001: Orden der Freundschaft
- 2000: Verdienstorden der Ukraine 2. Klasse
- 1998: Verdienter Arbeiter der Wissenschaft und Technologie der Ukraine
- 1997: Verdienstorden der Ukraine 3. Klasse
- 1986: Staatspreis der UdSSR
- 1983: Staatspreis der UdSSR für Wissenschaft und Technologie
- 1982: Ehrenzeichen der Sowjetunion

Quelle: 
- Der Asteroid (2728) Yatskiv wurde nach ihm benannt.[1][3]